# چیسی لین
چیسی لین (انگلیسی: Chasey Lain؛ زاده ۷ دسامبر ۱۹۷۱) بازیگر پورنوگرافی اهل ایالات متحده آمریکا است.